# 絁
絁（あしぎぬ）とは、古代日本に存在した絹織物の一種。交換手段・課税対象・給与賜物・官人僧侶の制服などに用いられた。
『日本書紀』に振られた和訓は「ふとぎぬ」、『和名類聚抄』においては「あしぎぬ」である。また、『令義解』においては、「（糸の）細きを絹と為し、麁きを絁と為す」という一文があることから、通説では大陸渡来の精巧な絹に対して国産の糸が太くて粗い糸で織られた後世の紬のような平織りの織物であると推定されている。ただし、律令法において最も上質とされている絹織物は、美濃国で作られた美濃絁（みののあしぎぬ）とされていること、現在正倉院宝物として残されている絹と絁を比較すると、大きな品質の違いが認められないことから、通説に問題があるのか、奈良時代には両者の品質差が無くなっていたのか議論の余地が残されている。

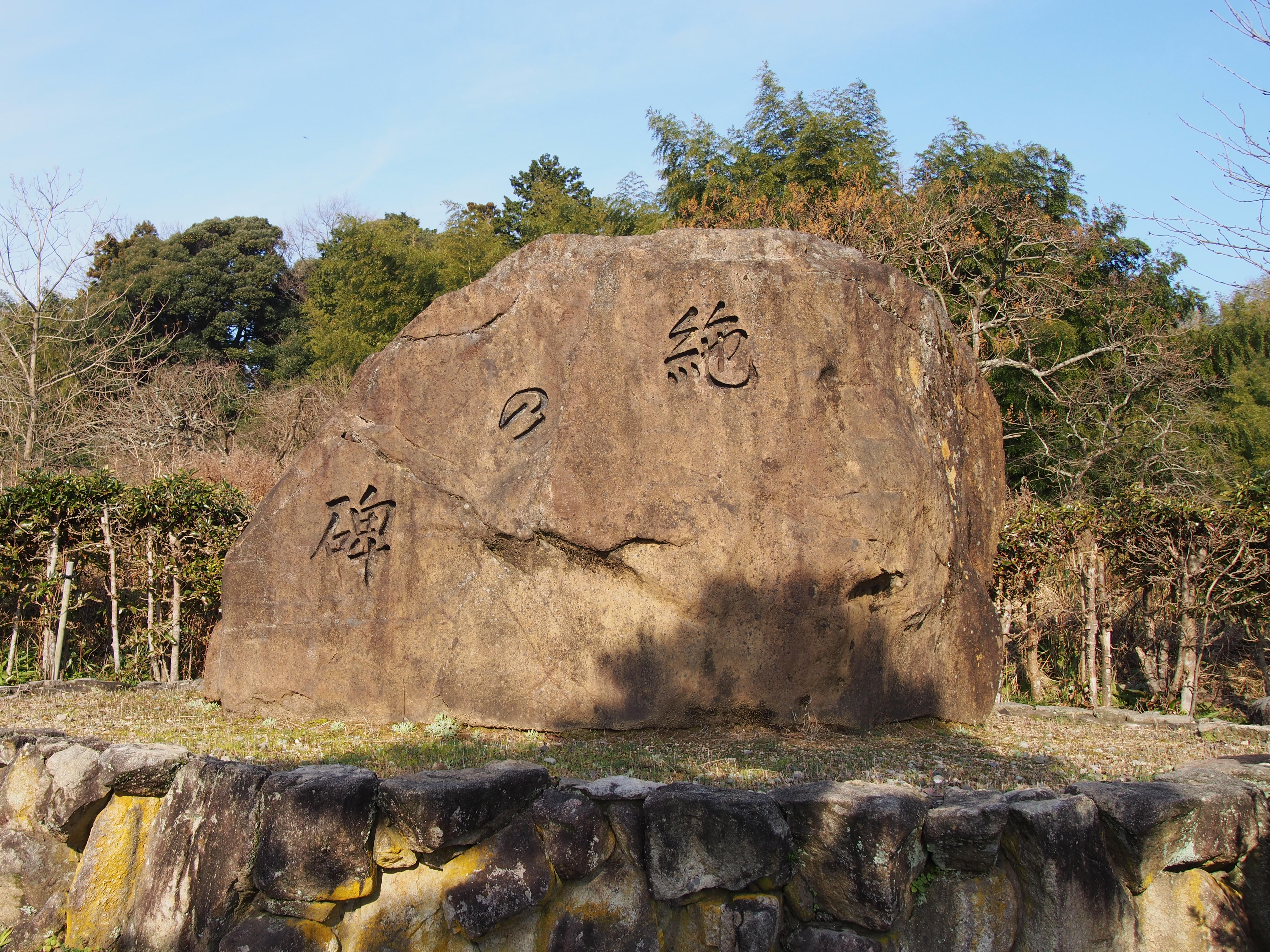
京丹後市の絁の碑。正倉院伝存「丹後国竹野郡鳥取郷」の絁を記念して

正倉院には少なくとも45点の調の絁が伝存している。尾形充彦はそのうち、越前国より天平15年（743年）に輸納された絁、伊豆国より天平勝宝7歳（755年）に輸納された絁、播磨国より輸納された輸納年不明の絁、阿波国より天平4年（732年）に輸納された絁、天平20年（748年）に輸納された輸納国不明の絁の5点を品質の良い絁として分類している。また、遠江国から天平15年（743年）に輸納された黄絁は唯一の完全な未使用品である。なお、丹後国より天平11年（738年）に輸納された絁は、尾形は品質の良くない絁に分類しているが、森克己は「比較的高度な織技術」に分類しており、京都工芸繊維大学の布目順郎も上等品としている。
1994年から1997年にかけて、宮内庁正倉院事務所と川島織物が共同し、皇后より下賜された小石丸繭を用いて、正倉院伝存の調の絁10点の模造品を製作した。そのうち1反を与謝野町の牛田織物会長・牛田宏が、丹後ちりめん発展の願いを込めて正倉院に奉納した。なお、この復元絁は500年後に一度開封されることになっている。